# میخایلو کمبرژی
میخایلو کمبرژی (انگلیسی: Mykhaylo Chemberzhi; ۱۵ ژوئیهٔ ۱۹۴۴ – ۵ مارس ۲۰۱۸) آهنگساز، آموزگار، دانشمند، و سیاستمدار اهل اتحاد جماهیر شوروی سوسیالیستی بود.